# Sangod
Sangod là một thành phố và khu đô thị của quận Kota thuộc bang Rajasthan, Ấn Độ.

## Địa lý
Sangod có vị trí 24°55′B 76°17′Đ / 24,92°B 76,28°Đ Nó có độ cao trung bình là 256 mét (839 feet).

## Nhân khẩu
Theo điều tra dân số năm 2001 của Ấn Độ, Sangod có dân số 18.645 người. Phái nam chiếm 52% tổng số dân và phái nữ chiếm 48%. Sangod có tỷ lệ 64% biết đọc biết viết, cao hơn tỷ lệ trung bình toàn quốc là 59,5%: tỷ lệ cho phái nam là 76%, và tỷ lệ cho phái nữ là 52%. Tại Sangod, 17% dân số nhỏ hơn 6 tuổi.